# Kim Duk-chun
Dans ce nom coréen, le nom de famille, Kim, précède le nom personnel.
Kim Duk-chun est un arbitre sud-coréen de football des années 1950 et 1960.

## Carrière
Il officie dans deux compétitions majeures : 
- Jeux asiatiques de 1958 (1 match)
- JO 1964 (1 match)